# Constantino Suárez Fernández
Constantino Suárez Fernández (Avilés, 10 de septiembre de 1890-Madrid, 4 de marzo de 1941) fue un escritor y periodista español conocido con el seudónimo de El Españolito.

## Biografía
Nace en Avilés siendo hijo de Constantino Suárez Graíño y Visitación Fernández Graíño. Estudia bachiller en Oviedo y Gijón hasta el año 1906 en que emigra a Cuba. Tras realizar diferentes trabajos funda una librería y comienza a enviar crónicas y cuentos a periódicos asturianos. Empiezan estos trabajos a ser publicados en el Diario de Avilés y más tarde comienza a colaborar con periódicos de Cuba como el Diario Español, Diario de la Marina (ambos de La Habana), La Correspondencia (Cienfuegos), Voz Astur (revista de La Habana), El Faro del Emigrante y El Emigrante.
En 1921 regresa a España instalándose en Madrid pero mantiene su relación con Cuba enviando columnas a los periódicos cubanos. Colabora en los periódicos madrileños Heraldo de Madrid, La Esfera, Nuevo Mundo, Por esos Mundos y España y América. En 1923, en reconocimiento a su trabajo, se le otorga la Medalla al mérito naval.
El 2 de junio de 1924 contrae matrimonio en Avilés con Dolores Suárez, en este tiempo colaboraba con los periódicos asturianos El Noroeste, La Prensa, Región y La Voz de Avilés. En 1930 comienza a relacionarse con sectores republicanos. En 1931 es nombrado interventor en el Patronato de Misiones Pedagógicas, bajo la dirección de Luis Álvarez Santullano. Al comenzar la Guerra Civil es agregado al departamento de propaganda.
El 4 de marzo de 1941 fallece en Madrid, siendo trasladado su cuerpo en 1952 al panteón del cementerio municipal de La Carriona de Avilés.

## Obras
- Los flacos de la soberbia.
- ¡Emigrantes...! (1915).
- Oros son triunfos (1919).
- Doña Capricho (1919).
- Ideas (1919), recopilatorio de sus columnas.
- Vocabulario cubano (1919).
- Galicia calumniada (1923).
- La verdad desnuda (1924).
- Isabelina (1924).
- Sin testigos y a oscuras (1925).
- Rafael, o la alegría de ser español (1926), ilustrado por Máximo Ramos
- El hijo de trapo (1926).
- Una sombra de mujer (1927).
- E. Sánchez Calvo. Apuntaciones biográficas (1928).
- Cuentistas asturianos (1930).
- Un hombre de nuestro tiempo (1931).
- Flórez Estrada. El hombre, el pensador, las obras. Edición preparada por Rafael Anes Álvarez (1992).
- Escritores y artistas asturianos (7 volúmenes, 1936-1959), su obra cumbre y fundamental que ofrece una completa referencia biobibliográfica de la literatura de Asturias.